# Vanessa Beecroftová

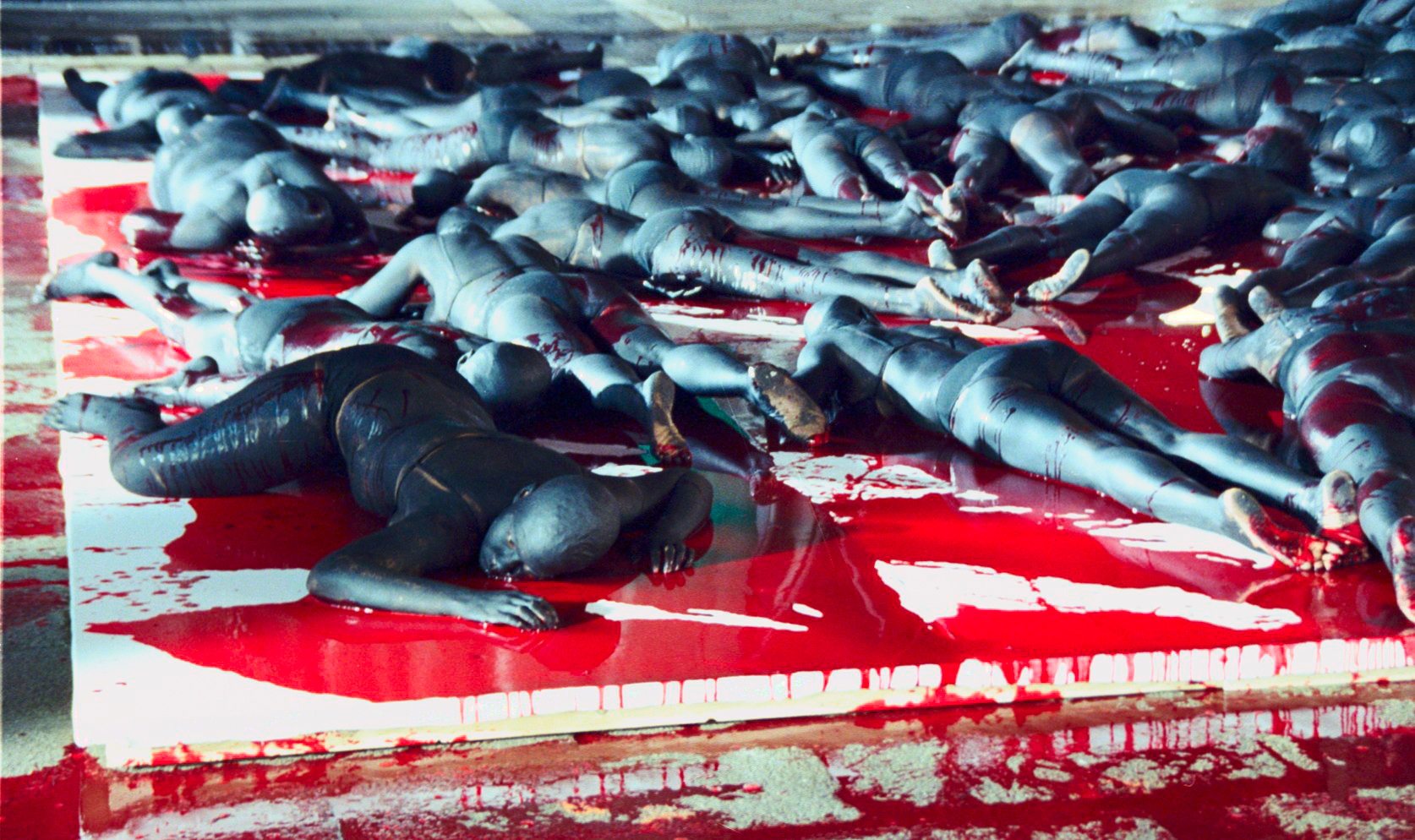
VB61, Still Death! Darfur Still Deaf?, 2007, 52. Venice Biennale

Vanessa Beecroftová (nepřechýleně Beecroft; 25. dubna 1969 Janov, Itálie) je italská moderní umělkyně žijící v Los Angeles.

## Dílo
Její práce je spojením koncepčních otázek a estetických problémů se zaměřením na velké performance, obvykle zahrnující živé modelky (často nahé). Součástí jejích vystoupeních jsou videozáznamy a fotografie, dokumentace představení je jako samostatné umělecké dílo. Práce a její koncepční přístup není ani výkon, ani dokument, ale něco mezi, má blíže k renesančnímu obrazu. Zřizováním struktury pro účastníky živých událostí vytváří vlastní pomíjivou kompozici.
Její práce jsou existenciálním setkáním mezi modely a publikem. Každé představení je určeno pro určité místo a často se odkazuje na politické, historické nebo společenské události v místě, kde se akce koná. Její práce jsou zdánlivě jednoduché na provedení, provokující otázky kolem identity politiky a voyeurismu se složitým vztahem mezi divákem, modelem a souvislostmi.
Její výkony byly popsány jako umělecké, módní, brilantní, hrozné, evokující, provokativní, znepokojující, sexistické či posilující jejího postavení. Základním materiálem v její práci je živá ženská postava, která zůstává efemérní a samostatná. Tyto ženy, převážně bez oděvu si bývají podobné, mají sjednocené detaily jako barvu vlasů nebo stejné boty, spočívají bez hnutí v prostoru, zatímco diváci se na ně mohou dívat. Ani performance, ani dokument - Beecroftová žije událostí zaznamenaných prostřednictvím fotografie a filmu, ale její koncepční přístup má skutečně blíže k obrazu: realizuje současné verze složité figurální kompozice. Její nejnovější práce mají o něco více divadelní přístup, oblečení v uniformách, obsahují méně nahoty, některé její performance obsahují potraviny, zatímco na jiných vystupují muži ve vojenských uniformách.

## Performance
Její první výstavou byla VB01 v Miláně v roce 1993, na které představila řadu kreseb spolu se svým potravinovým deníkem za posledních osm let. Následující rok vystavovala poprvé v New Yorku v galerii Andrea Rosen Gallery. Na konci roku 1994 se VB08 konala na P. S. 1 na Long Island City, NY.
V cyklu VB39 z roku 1999 a v VB42 z roku 2000 autorka zkoumala možnosti mužských výkonů s U. S. Navy v San Diegu a s U.S. Silent Service na Intrepid v New Yorku.
Její performance se konaly na půdě mnoha významných uměleckých institucí: VB28 v roce 1997 na Benátském bienále, VB35 v roce 1998 v muzeu Solomona R. Guggenheima v New Yorku, VB40 roku 1999 na MCA, Sydney, Austrálie, VB43 na Gagosian galerie v Londýně v roce 2000, VB45 v roce 2001 na vídeňské Kunsthalle, v roce 2002 VB50 v São Paulo Bienal v Brazílii, o rok později VB52, který je součástí retrospektivní přehlídky v Castello di Rivoli ; VB54 na výstavě s názvem Terminal 5 v Centru TWA Flight na letišti JFK v roce 2004, která byla předčasně uzavřena poté co byla vandaly zdemolována během vernisáže. dále pak projekt VB55 představoval sto žen stojících v berlínské Neue Nationalgalerie po dobu tří hodin, přičemž každá žena byla potřena olejem od pasu nahoru a jinak na sobě neměla nic, než jen pár punčocháčů. Performance proběhla v dubnu 2005.
V říjnu 2005 Beecroftová uspořádala poerformanci u příležitosti otevření obchodu Louise Vuittona na Champs-Elysees v Paříži. Pro stejnou událost Beecroftová umístila modely do regálů vedle tašek Louis Vuitton.
Pro sérii VB61 se našlo místo v Pescheria del Rialto v Benátkách dne 8. června 2007. Obsahovalo "zhruba 30 súdánských žen ležících tváří dolů na zemi na bílém plátně, simulující mrtvá těla navršená nad sebou". Jednalo se o reprezentaci genocidy v súdánském Dárfúru.
Pokus Beecroftové přijmout súdánská dvojčata byl tématem dokumentárního The Art Star and the Sudanese Twins (Umělecká hvězda a súdánská dvojčata), která byla zahrnuta do světové soutěže Sundance Film Festival’s World Cinema Documentary Competition.
Jednou z jejích posledních performancí, VB65, se konala na PAC v Miláně v březnu 2009 a představovala Poslední večeři legálních i nelegálních afrických přistěhovalců oblečených v oblecích, kteří jedli kuře bez příborů.

## Životopis
Události řazené chronologicky
- 1983–1987: Civico Liceo Artistico Nicol Barabino Architettura, Benátky
- 1987–1988: Accademia Ligustica Di Belle Arti Pittura, Benátky
- 1988–1993: Accademia di Belle Arti, Brera (Stage Design), Miláno, Itálie

Z manželství se sociologem Gregem Durkinem má dva syny.

## Vybrané výstavy
2010
- VB68 Museum für Moderne Kunst, Frankfurt n. M., Německo
- VB66 Mercato Ittico, Naples, Itálie[13]

2009
- VB65 PAC, Milan, Itálie[14]
- VB64 Deitch Studies, Long Island City, New York, U.S.A.

2008
- VB63 VBKW, Ace Gallery, Los Angeles
- VB62 Lo Spasimo, Palermo, Sicily, Itálie

2007
- VB61 Still Death! Darfur Still Deaf? Pescheria Di Rialto, Venice, Itálie
- VB60 Shinsegae, Seoul, Korea

2006
- VBLV 11th Art Forum, Berlin, Německo
- VB59 National Gallery, London, UK
- Alphabet Concept, Espace Louis Vuitton, Paris, Francie

2005
- VB58 Push Button House, Collins Park, Art Basel, Miami, U.S.A.
- VB56 Louis Vuitton Champs-Élysées, Paris, Francie
- VB55 Neue Nationalgalerie, Berlin, Německo

2004
- VB54 Terminal 5 at the TWA Flight Center, JFK airport, New York, U.S.A.
- VB53 Tepidarium, Giardino dell'Orticultura, Florence, Itálie

2003
- VB52 and Retrospective, Castello di Rivoli Museo di Arte Contemporanea, Turin, Itálie

2002
- VB51 Schloss Vinsebeck, Steinheim, Německo
- VB50 São Paulo Biennial, São Paulo, Brazílie

2001
- VB48 Palazzo Ducale, Genoa, Itálie
- VB47 Peggy Guggenheim Museum, Venice, Itálie
- VB46 Gagosian Gallery, Los Angeles, U.S.A.
- VB45 Kunsthalle Wien, Vienna, Rakousko

2000
- VB43 Gagosian Gallery, Londýn, UK
- VB42 Intrepid: The Silent Service, The Intrepid Sea - Air - Space Museum, Whitney Biennial, New York, U.S.A.

1999
- VB40 Museum of Contemporary Art, Sydney, Australia
- VB39 “US. NAVY SEALs“, Museum of Contemporary Art, San Diego, CA
- VB38 Galerie Analix, Geneva, Switzerland
- VB37 Wacoal Art Center, Tokyo, Japan

1998
- VB36 Galerie Fur Zeitgenossische Kunst, Leipzig, Německo
- VB35 “Show“, Solomon R. Guggenheim Museum, New York, NY
- VB34 Moderna Museet, Stockholm, Sweden

1997
- VB33 Institute of Contemporary Art (ICA), London
- VB32 Německo, Städtisches Museum Abteiberg, Mönchengladbach
- VB31 Institute of Contemporary Art (ICA), Boston, MA
- VB30 II Biennial, Santa Fe, NM
- VB29 FRAC, Le Nouveau Musée, Lyon, Francie
- VB28 XLVII Esposizione Internazionale d'Arte, Venice Biennale, Venice, Itálie
- VB27 Galerie Analix, Geneva, Switzerland
- VB26 Galleria Lia Rumma, Naples, Itálie

1996
- VB25 Stedelijk Van Abbemuseum, Eindhoven, Netherlands
- VB24 Galerie Ghislaine Hussenot, Paris, Francie
- VB23 Ludwig Museum, Cologne, Německo
- VB22 Miu Miu Store, New York, NY
- VB21 Galleria Massimo De Carlo, Milan, Itálie
- VB20 Institute of Contemporary Art, (ICA), Philadelphia, PA
- VB19 The Renaissance Society, the University of Chicago, Chicago, IL
- VB18 CAPC, Musee d'Art Contemporain, Bordeaux, Francie
- VB17 The Dakis Joannou Collection, The Factory, Athens, Greece
- VB16 Deitch Projects, New York

1995
- VB15 Foundation Cartier pour L’Art Contemporain,Paris, Francie
- VB14 Comune di Castelvetro di Modena, Itálie
- VB13 “Play / Replica“, Basel Art Fair, Basel, Switzerland
- VB12 Associazione Culturale Arte Nova, Pescara, Itálie
- VB11 Galerie Analix, Geneva, Switzerland

1994
- VB10 Palazzina Liberty, Milan, Itálie
- VB09 “Ein Blonder Traum“, Galerie Schipper & Krome, Cologne, Německo
- VB08 “Lotte im Kampf mit den Bergen“, P.S.1 Contemporary Art Center, Long Island City, NY
- VB07 “Lotte“, Andrea Rosen Gallery, New York, NY
- VB06 “R. Und Auch P.“, Castello di Rivoli, Museo d'Arte Contemporanea, Rivoli, Itálie
- VB05 Serre di Rapolano, Rapolano Terme, Itálie,
- VB04 “Nicht Versoehnt“, Trevi Flash Art Museum, Trevi, Itálie
- VB03 “Maedchen in Uniform“, Galleria Massimo De Carlo, Milan, Itálie
- VB02 “Jane bleibt Jane", Courtesy Fac-Simile, Milan, Itálie

1993
- VB01 “Film“, Galleria Inga-Pin,Milan, Itálie